# Jagdgeschwader 28
Jagdgeschwader 28 (dobesedno slovensko: Lovski polk 28; kratica JG 28) je bil lovski letalski polk (Geschwader) v sestavi nemške Luftwaffe med drugo svetovno vojno.

## Organizacija
- štab
- I. skupina[1]